# Jean-Philippe Krasso
Jean-Philippe Krasso (Stuttgart, Alemania, 17 de julio de 1997) es un futbolista profesional marfileño que juega como delantero en el Paris F. C. de la Ligue 1.

## Trayectoria
Krasso comenzó su carrera en el Lorient B en 2015, y en 2017 fichó por el S. C. Schiltigheim. En 2018 fichó por el S. A. Épinal, y en 2020 por el A. S. Saint-Étienne.
El 24 de julio de 2020 debutó como profesional en la final de la Copa de Francia 2020 frente al Paris Saint-Germain.
En enero de 2021 fue cedido al Le Mans F. C., algo que repitió un año después rumbo al A. C. Ajaccio.
En la temporada 2022-23 regresó a Saint-Étienne y con diecisiete goles en la Ligue 2 ayudó al equipo a evitar el descenso. La siguiente campaña se marchó libre al Estrella Roja de Belgrado.

## Selección nacional
Ha sido internacional sub-20 con la selección de fútbol de Costa de Marfil.

## Clubes
| Club                      | País    | Año       |
| ------------------------- | ------- | --------- |
| F. C. Lorient "II"        | Francia | 2015-2017 |
| S. C. Schiltigheim        | Francia | 2017-2018 |
| SA Épinal                 | Francia | 2018-2020 |
| A. S. Saint-Étienne       | Francia | 2020-2023 |
| Le Mans F. C. (cedido)    | Francia | 2021      |
| A. C. Ajaccio (cedido)    | Francia | 2022      |
| Estrella Roja de Belgrado | Serbia  | 2023-2024 |
| Paris F. C.               | Francia | 2024-     |

## Palmarés

### Títulos nacionales
| Título              | Club                      | País   | Año  |
| ------------------- | ------------------------- | ------ | ---- |
| Superliga de Serbia | Estrella Roja de Belgrado | Serbia | 2024 |
| Copa de Serbia      | Estrella Roja de Belgrado | Serbia | 2024 |

### Títulos internacionales
| Título                    | Equipo          | Sede            | Año  |
| ------------------------- | --------------- | --------------- | ---- |
| Copa Africana de Naciones | Costa de Marfil | Costa de Marfil | 2023 |